# Galactia rugosa
Galactia rugosa là một loài thực vật có hoa trong họ Đậu. Loài này được (Benth.) S. Moore miêu tả khoa học đầu tiên năm 1895.